# Întoarcerea lui Vodă Lăpușneanu
Întoarcerea lui Vodă Lăpușneanu este un film istoric românesc din 1980 regizat și scris de Malvina Urșianu. Este inspirat din nuvela „Alexandru Lăpușneanul” a lui Costache Negruzzi. În rolurile principale joacă actorii George Motoi, Silvia Popovici și Cornel Coman.

## Prezentare
Filmul înfățișează a doua domnie a domnitorului Alexandru Lăpușneanu, care s-a întors pe tronul Moldovei în 1564 după ce a fost exilat de către boieri. Lăpușneanu răzbună sângeros această trădare dar, părăsit de toți, sfârșește el însuși tragic.
El a promis la început iertare tuturor boierilor, însă după ce și-a consolidat domnia, a făcut un prânz mare la care a invitat pe cei mai de seamă boieri și, în timp ce aceștia petreceau, mercenarii străini au năvălit și i-au măcelărit.

## Distribuție
- George Motoi — Alexandru Lăpușneanu, domnul Moldovei
- Silvia Popovici — Ruxandra Doamna, fiica lui Petru Rareș și a Doamnei Elena
- Cornel Coman — spătarul Petrea a Catincii
- Valeriu Paraschiv — vornicul Moțoc
- Eugenia Bosânceanu — Elena Doamna, văduva lui Petru Rareș și mama Ruxandrei
- Melania Ursu — Doamna Chiajna, fiica lui Petru Rareș și soția domnului Mircea Ciobanul
- Ion Niciu — boierul Grigore Trotușan din Țara de Sus
- Daniel Bucurescu — Bogdan Lăpușneanu, fiul domnului Moldovei
- Eusebiu Ștefănescu — prințul Iacob Eraclid, viitor domn al Moldovei
- Florina Luican — jupânița Florina
- Aurel Rogalschi — sultanul otoman Soliman Magnificul
- Gabriel Oseciuc — Tudor Șendrea, armașul curții
- Mircea Cruceanu
- Mihai Stan
- Valeria Gagealov
- Ion Crăciun
- Viorel Plăvițiu
- Miron Murea
- Cornel Ispas
- Nicolae Dide
- Constantin Păun
- Silvia Ghelan — jupâneasa Elisafta
- Lucia Mureșan — regina Isabela a Ungariei, soția regelui Ioan I Zápolya
- Ion Muscă
- Gheorghe Șimonca
- Vasile Lucian
- Mihai Vasile Boghiță
- Ionel Popovici
- George Menelas
- Dorel Vișan — călăul surdo-mut
- Constantin Rășchitor
- Anatol Spânu
- George Buznea
- Bectemir Turan — solul hanului Crimeii
- Daniela Mladin
- Dumitru Crăciun
- Dan Nuțu — hatmanul Tomșa, viitor domn al Moldovei

## Echipa
- Alexandru Întorsureanu - imagine
- Gheorghe Fischer - imagine
- Szabolcs Cseh - consilier
- Guță Știrbu - decoruri otomane
- Margareta Anescu - montaj
- Mihai Ionescu - machiaj
- Anușavan Salamanian - coloană sonoră
- Anatol Vieru - muzica
- Sukas Dimitrios - regizor secund
- Adriana Păun - decoruri
- Radu Rusch - cascador[3]

## Producție
Filmările au avut loc în perioada 27 aprilie 1978 – 18 iunie 1979. Cele  interioare au fost realizate la Buftea, cele exterioare la Brașov, Târgu Neamț, Iași, Rădăuți, Feldioara, Hunedoara, Hârșova și Brăila. Cheltuielile de producție s-au ridicat la 14.262.000 lei.

## Primire
Filmul a fost vizionat de 2.553.497 de spectatori în cinematografele din România, după cum atestă o situație a numărului de spectatori înregistrat de filmele românești de la data premierei și până la data de 31 decembrie 2014 alcătuită de Centrul Național al Cinematografiei.